# Véu (hábito)

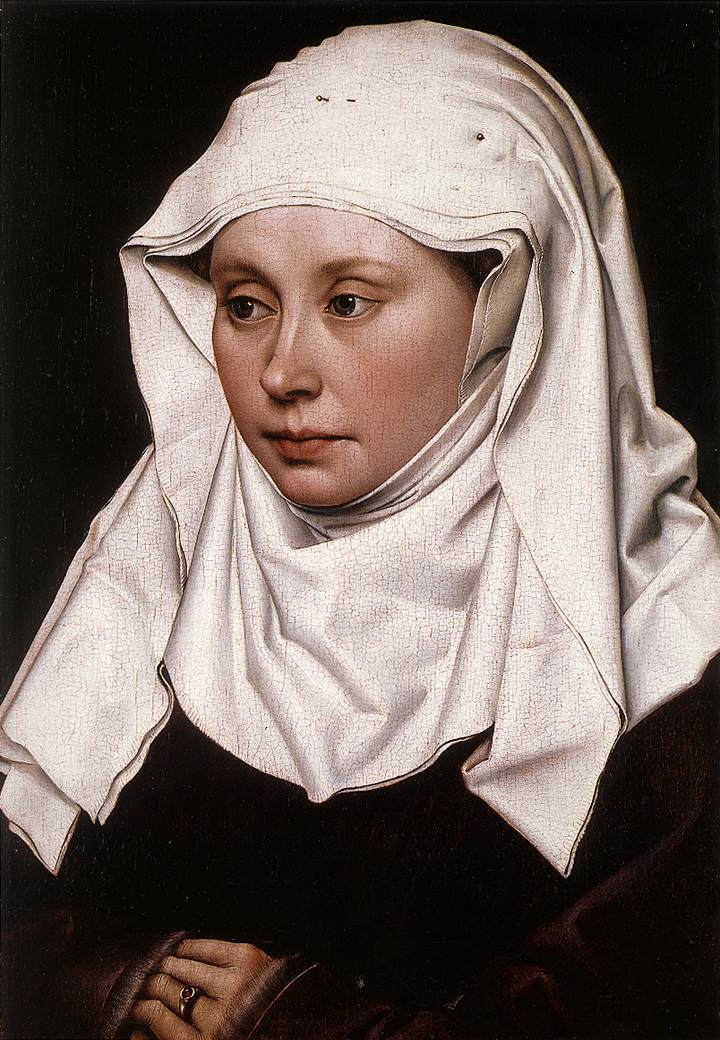
Um véu como mostrado em Portrait of a Woman, circa 1430-1435, by Robert Campin (1375/1379–1444), Galeria Nacional, Londres.

O véu (hábito) é uma forma feminina de cobertura para a cabeça, formada por um grande pedaço de tecido usado de modo a cobrir o pescoço e o queixo e cobrindo o topo da cabeça. Seu uso teve início do período medieval na Europa. Em muitos momentos da cultura cristã medieval não era possível que uma mulher casada mostrasse o cabelo. O véu pode ser simples ou engomado e dobrado de forma elaborada e até mesmo contar com o uso de estutruras tais como fios ou vimes tais como no cornette.
As mulheres italianas deixaram de usar ornatos de cabeça no Século XV, ou os substituíram por gaze com elaborados trançados. Tanto os trançados elaborados, quanto o alvejamento na lavagem das peças demonstrava o status de suas usuárias, de modo que demonstrava que esse cuidado era realizado por outrem. Atualmente, os véus são usados por freiras de várias ordens religiosas que mantiveram o uso do hábito tradicional.

## Na literatura
A Esposa de Bath e a Prioresa são mostradas usando véus n'Os Contes de Cantuária de Geoffrey Chaucer (c.1343-1400).
A Versão do Rei Jaime da Bíblia explicitamente menciona os véus em Isaías 3:22 como uma das mais belas vestimentas femininas; entretanto, a palavra hebraica "miṭpaḥoth" (מִטְפָּחוֹת) significa lenço.